# نوآم اوکون
 نوآم اوکون (انگلیسی: Noam Okun؛ زاده ۱۶ آوریل ۱۹۷۸) یک تنیس‌باز اهل اسرائیل است. 